# Paul Cauwès
Paul Cauwès (1843-1917) est un économiste et juriste français. Il est l'un des fondateurs de la Revue d'économie politique.

## Biographie
Élève de l'École impériale des chartes, il est reçu en 1867 agrégé des facultés de droit. Il enseigne à la Faculté de droit de Nancy, puis à celle de Paris à partir de 1873, professant un cours d'économie politique. Il enseigna aussi l'histoire du droit français de 1881 à 1896. Il a été le doyen de la Faculté de droit de l'Université de Paris. Partisan du protectionnisme, il présida jusqu'en 1900 la Société d'économie politique nationale, fondée en 1897 sous les auspices de l'Association de l'industrie et de l'agriculture françaises.
Il est le père de Georges Cauwès.

## Œuvres
- Précis du cours d’économie politique, 1882.
- Cours d’économie politique, 4 vol., 3e édition, 1893.

## Sources
- Bibliothèque de l'école des chartes, 1917, vol. 78, n° 1, Nécrologie